# 尹鳳岐 (永樂進士)
尹鳳岐（？—1459年），字邦祥，江西吉水縣人。明朝政治人物。

## 生平
永樂十五年（1417年）擧江西鄕試第一，次年，聯捷戊戌科進士，改庶吉士，授編修，歷官侍讀。為文敏捷詳瞻，性剛直，持論侃侃而談，無所避諱。因忤當道罷歸，天順三年（1459年）卒。

## 參看
- 明朝解元列表